# Chasse au lion
Pour les articles homonymes, voir La Chasse au lion.
La chasse au lion est un type de chasse destiné à tuer ou à attraper des lions.

## Histoire

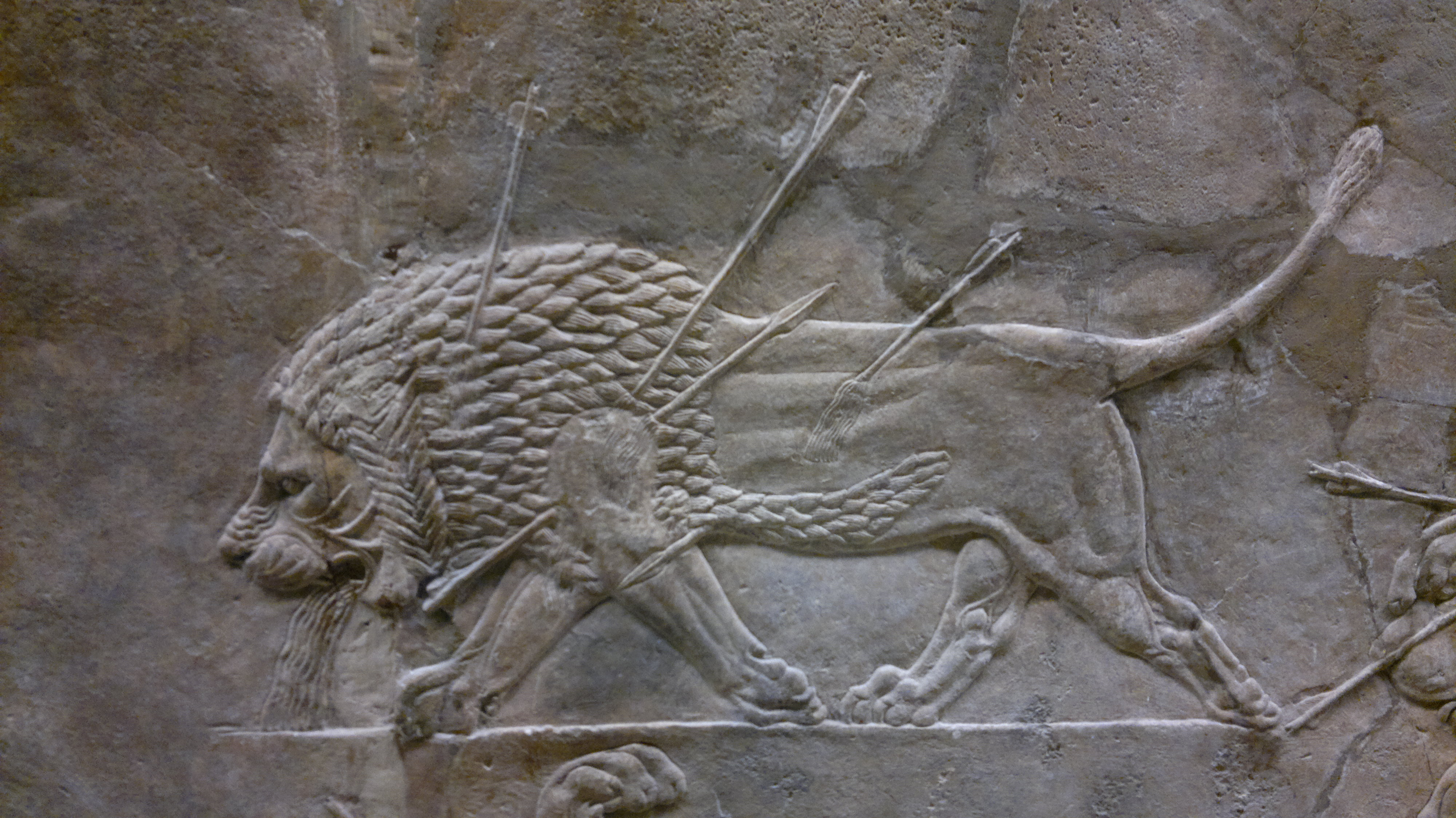
Un lion blessé, détail d'Assurbanipal à la chasse au lion sur un bas-relief de Ninive. Ce lion a reçu plusieurs flèches et perd du sang de sa bouche.
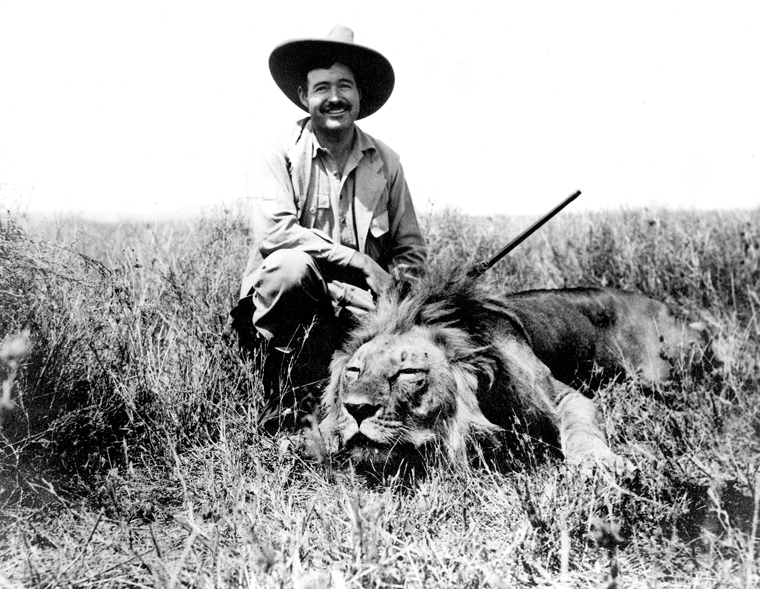
Ernest Hemingway chassant le lion, en 1934.

## Liens
- Notices d'autorité :   - LCCN
  - Israël